# Ceradenia capillaris
Ceradenia capillaris är en stensöteväxtart som först beskrevs av Nicaise Augustin Desvaux, och fick sitt nu gällande namn av Luther Earl Bishop. Ceradenia capillaris ingår i släktet Ceradenia och familjen Polypodiaceae. Inga underarter finns listade.